# Калвін Йонг-а-Пін
Калвін Йонг-а-Пін (нід. Calvin Jong-a-Pin, нар. 18 липня 1986, Амстердам) — нідерландський футболіст, захисник японського клубу «Йокогама».
Виступав, зокрема, за клуби «Геренвен» та «Сімідзу С-Палс», а також молодіжну збірну Нідерландів.
Володар Кубка Нідерландів.

## Клубна кар'єра
У дорослому футболі дебютував 2005 року виступами за команду клубу «Волендам», в якій провів один сезон, взявши участь у 6 матчах чемпіонату. 
Своєю грою за цю команду привернув увагу представників тренерського штабу клубу «Геренвен», до складу якого приєднався 2006 року. Відіграв за команду з Геренвена наступні п'ять сезонів своєї ігрової кар'єри. Виборов у її складі титул володаря Кубка Нідерландів. Протягом 2009—2010 років також захищав на умоваї оренди кольори команди клубу «Вітесс».
У 2011 році перебрався до Японії, уклавши контракт з клубом «Сімідзу С-Палс», у складі якого провів наступні чотири роки своєї кар'єри гравця. Більшість часу, проведеного у складі «Сімідзу С-Палс», був основним гравцем захисту команди.
Протягом 2016 року захищав кольори команди клубу «Матіда Зельвія», а наступного року перейшов до «Йокогами». Станом на 3 березня 2019 року відіграв за команду з Йокогами 75 матчів в національному чемпіонаті.

## Виступи за збірну
Протягом 2007–2008 років залучався до складу молодіжної збірної Нідерландів. На молодіжному рівні зіграв у 2 офіційних матчах.

## Титули і досягнення
- Володар Кубка Нідерландів (1):

«Геренвен»: 2008-2009
- Чемпіон Європи (U-21): 2007